# Saint Paul River District
Saint Paul River District är ett distrikt i Liberia. Det ligger i Montserrado County, i den västra delen av landet, cirka 20 km norr om huvudstaden Monrovia.